# Тиранський цирк

Тиранський цирк (алб. Cirku i Tiranës) — цирк в Албанії, заснований 1952 року й досі активно працює. Найуспішнішими роками цирку була доба комуністичної Албанії, а в період 1990—2010 років, цирк переживав труднощі, через які було зменшено штат. Цирк відомий тим, що серед його працівників є відомі атлети.

## Історія
Цирк було засновано 1952 року в Тирані, Албанія, Телатом Аголі, Байрамом Курті, Джузепіною Пренді (Шкурті), Бардільом Яареці та Абдільом Каракаші.
Перша вистава цирку, Shkopi Magjik, (укр. Чарівна паличка) була представлена 1959 року. 1964 року цирк почав підтримувати значно вищі стандарти виступу з прем'єрою Fluturime akrobatike (укр. Акробатичних польотів). З 1952 по 1973 рік цирк працював як частина Естради Тирани, а 1973 року, цирк відділився ставши самостійною компанією.
1975 року цирк вперше розпочав використовувати полотняне шатро та почав виступати не лише в Тирані, а й в інших частинах Албанії. 1977 року в Тирані відбулась прем'єра шоу Drejt lartësive (укр. До висот); цього ж року студія розпочала підготовку нових артистів майстрами цирку впродовж повного робочого дня. Це підняло число працівників цирку до понад ста.
У 1990-ті після краху комунізму та у зв'язку з перехідними проблемами Албанії, штат цирку зменшився майже вдвічі порівняно зі своїм розміром у минулому десятилітті. Полотняне шатро стало псуватись і не було відремонтованим аж до 2000. Проект Програми розвитку ООН профінансував частину діяльності цирку й таким чином до 2010 року стан його справ став значно кращим, ніж у 1990-ті; він досі лишився великим цирком країни. Однак, після серйозних фінансових проблем 1990—2010 років, цирк Тирани було поставлено під керівництво Міністерства туризму, культури, молоді та спорту Албанії.

## Колиска атлетів
Багато албанських атлетів починали свій шлях з Тиранського цирку, найвідомішим з них є колишній Чемпіон світу з важкоатлетики Імер Пампурі та важковаговик-олімпієць Ромела Бегай. Важкоатлет Імер Пампурі (нар. 1944) розпочав свою циркову кар'єру коли йому було всього 7 років, у той же рік, коли було засновано цирк, і ріс як акробат. Пізніше, він став займатись важкою атлетикою. Він припинив брати участь у змаганнях 1981 року, коли йому було 37, та повернувся до цирку, де знову був акробатом до 1994, коли він вийшов на пенсію у віці 50 років.